# 胡惪
胡悳（1459年—？），字允脩，浙江紹興府會稽縣人，軍籍，明朝政治人物。

## 生平
成化二十二年（1486年）丙午科浙江鄉試第二十五名舉人。成化二十三年（1487年）中式丁未科會試第八十四名，二甲第九十六名進士。官兵部主事。

## 家族
曾祖胡祥，封監察御史；祖父胡敬，贈按察司僉事；父胡謐，布政使司參政。母章氏（封宜人）。具庆下。兄胡恩（贡士）、胡怡（贡士）。